# Råtjärnen (Lekvattnets socken, Värmland)
Råtjärnen är en sjö i Torsby kommun i Värmland och ingår i Göta älvs huvudavrinningsområde. Sjön har en area på 0,0549 kvadratkilometer och ligger 408,5 meter över havet.

## Delavrinningsområde
Råtjärnen ingår i det delavrinningsområde (667169-132107) som SMHI kallar för Mynnar i Lomsen. Medelhöjden är 380 meter över havet och ytan är 16 kvadratkilometer. Det finns inga avrinningsområden uppströms utan avrinningsområdet är högsta punkten. Kvarnälven som avvattnar avrinningsområdet har biflödesordning 4, vilket innebär att vattnet flödar genom totalt 4 vattendrag innan det når havet efter 368 kilometer. Avrinningsområdet består mestadels av skog (72 procent) och sankmarker (11 procent). Avrinningsområdet har 1,11 kvadratkilometer vattenytor vilket ger det en sjöprocent på 6,9 procent.